# Suizy-le-Franc
Suizy-le-Franc település Franciaországban, Marne megyében. Lakosainak száma 106 fő (2022. január 1.). Suizy-le-Franc Igny-Comblizy, La Chapelle-sous-Orbais, Corribert, Mareuil-en-Brie és Orbais-l’Abbaye községekkel határos.

## Népesség
A település népessége az elmúlt években az alábbi módon változott:
| Lakosok száma | 100  | 67   | 76   | 110  | 107  | 108  | 107  | 109  | 107  | 106  |
|               | 1968 | 1982 | 1990 | 2006 | 2013 | 2015 | 2017 | 2019 | 2020 | 2022 |